# Michel Chevalier
Michel Chevalier (Limoges, 13 gennaio 1806 – Montplaisir, 28 novembre 1879) è stato un economista francese.

## Biografia
Accanito sostenitore del liberismo, firmò nel 1860 il cosiddetto trattato di Cobden-Chevalier, che regolava i rapporti commerciali tra Francia e Gran Bretagna.
Senatore dal 1860, ha svoltò anche notevole attività pacifista.